# 6 milionów sekund
6 milionów sekund lub Sześć milionów sekund – serial telewizyjny dla dzieci i młodzieży z 1983 roku. 
Tytułowe 6 milionów sekund to czas rozłąki głównego bohatera Krzyśka i jego matki, która w celach leczniczych wyjechała do sanatorium. Krzysiek trafia pod opiekę wujostwa i w oczekiwaniu na powrót matki uczy się samodzielności i obowiązkowości, przy okazji starając się rozwiązywać różnego rodzaju problemy, jakie stają na jego drodze.

## Lista odcinków[1]
1. Płacz wilka morskiego
2. Rozstanie
3. Ja w sprawie szczebli
4. Dzieci i ryby głosu nie mają
5. Magia rękawic
6. Pojednanie na trzepaku
7. Viola
8. Opatrunek uniwersalny
9. Ring wolny
10. Latające świadectwo
11. Zapomniane niezapominajki
12. Zemsta Asi
13. Ucieczka
14. Na tropie
15. Wielka nuda
16. Kłusownicy w zoo
17. Kuba
18. Tam i z powrotem
19. Ostatnie sekundy

## Obsada aktorska[2]
- Borys Lankosz − Krzysiek
- Maria Rabczyńska − matka Krzyśka
- Leszek Drogosz − wujek
- Klaudia Nawałka − Asia
- Marta Kotowska − ciotka
- Wojciech Pawełczyk − Piotrek
- Jacek Cymbryłowicz − Zbyszek
- Mirosław Wachmieta − Ciapa
- Jagoda Piesak − Viola
- Wojciech Skibiński − Korban
- Wiesław Kańtoch − Wiślicki
- Czesław Magnowski − kioskarz
- Jerzy Siwy − dziadek
- Michał Leśniak − woźny
- Jerzy Matula − nauczyciel matematyki
- Władysław Kornak − nauczyciel polskiego
- Krystyna Moll − nauczycielka przyrody
- Sabina Chromińska − woźna
- Czesław Stopka − sąsiad
- Zofia Wicińska − matka Ciapy
- Zdzisław Limbach − lekarz
- Ewa Żylanka − dyrektorka
- Maria Stokowska − Kowalska
- Maciej Kuczaj − Kamiński
- Witold Bulenda − Pajdała
- Joanna Budniok-Feliks − dziewczyna
- Lucjan Czerny − fotograf
- Regina Furmańska − nauczycielka tańca
- Barbara Ryży − nauczycielka geografii
- Joanna Niestrój − dziewczyna Wiślickiego
- Andrzej Śleziak − kraciasty
- Joanna Przybysz − sekretarka klubu
- Maria Wójcikowska − kuracjuszka
- Andrzej Hołaj − dróżnik
- Krzysztof Świętochowski − przewodnik wycieczki
- Paweł Korombel − recepcjonista
- Robert Albiniak − spuchnięty nos
- Małgorzata Sokół − Monika
- Zdzisław Boczarski − kierownik kolonii
- Ewa Leśniak − wychowawczyni
- Zbigniew Leraczyk − wychowawca
- Marcin Matula − Kajtek
- Lidia Bienias − kucharka
- Dominika Cieślar − Oleńka
- Leszek Staroń − konferansjer
- Roman Kosierkiewicz − dozorca w zoo
- Adam Baumann − portier
- Józef Kopocz − redaktor
- Jaromir Przybyła − Jarek
- Maria Krawczyk − mama Jarka
- Henryk Wójcikowski − lekarz w uzdrowisku
- Aleksander Pestyk − kierowca ciężarówki
- Mieczysław Ostronóg − kierowca fiata
- Ewa Czajkowska − pielęgniarka
- Tadeusz Madeja − kierowca trabanta
- Bernard Krawczyk − maszynista
- Wojciech Leśniak − zawiadowca stacji

## Charakterystyka filmu[1]
Głównym bohaterem jest dziesięcioletni Krzysztof Wilczyński i jego szkolno-domowe oraz wakacyjno-domowe zmagania. Bardzo dobrze przedstawiona postać wujka, opiekuna wspaniale rozumiejącego psychikę dziecka. Wujka  kreuje Leszek Drogosz (faktycznie grając siebie samego). Przede wszystkim poprzez postać wujka - sportowca, serial ma ogromne walory wychowawcze. Motywy w filmie: odkrywanie świata bliskiego i dalszego i refleksje z tym związane, przyjaźń dziecięca (krąg kolegów szkolnych i sympatii sąsiedzkich oraz dynamika tych relacji), komunikacja opiekun-dziecko, podróże i marzenia o nich, fortele szkolne, samodzielność (własne decyzje i ich następstwa), odkrywanie porozumienia między światem dzieci a światem dorosłych, problem wykluczenia z grupy, ambicja i odwaga, percepcja przestrzeni i adaptacja w nowym miejscu (przestrzeń zabytkowych kamienic w Katowicach i nowe osiedle w Chorzowie).
Walorem serialu jest humor słowny i sytuacyjny. Mocną stroną filmu jest sugestywna muzyka której autorem jest Jerzy Matula (w odcinkach 2, 6 i 8 grający rolę niewzruszonego nauczyciela matematyki).  Ekspresyjne a jednocześnie nostalgiczne zdjęcia których autorem jest Dominik Kozioł, szczególnie w momentach uspokojenia akcji, która dzieje się wówczas w myślach Krzysia, sprawiają wnikanie widza w nastrój postaci, 'patrzenie oczami bohatera').
Film ma przekaz dla dzieci i dorosłych, dlatego zdecydowanie zalicza się do kategorii filmu familijnego.

## Plenery
Zdjęcia do serialu realizowano głównie na Górnym Śląsku:  w Katowicach i w Chorzowie (Osiedle Różanka). 
Ponadto zgodnie z przebiegiem fabuły akcja odcinka 11, 18 i 19 przenosi się w Beskid Sądecki do Krynicy-Zdroju, natomiast wydarzenia w odcinkach 12 (częściowo), 13 i 14 mają miejsce w górach (najprawdopodobniej w Beskidach Zachodnich lub na Pogórzu Śląskim; wydarzenia na basenie zrealizowano prawdopodobnie w Cieszynie).
W odcinkach 11, 18 i 19 serial można zdecydowanie przypisać do kategorii filmu drogi (kina drogi).
W odcinkach 13 i 14 odnajdujemy motyw robinsonady.